# Lac de Bairon
Pour les articles homonymes, voir Bairon.
Bairon est aujourd'hui un lac situé dans le département des Ardennes. Il est alimenté par les eaux du ruisseau de Bairon. Sa superficie est de 120 hectares.

## Hydronymie
Il est alimenté par les eaux du ruisseau de Bairon qui se jette dans la Bar, son  nom est un diminutif de Bar.

## Histoire
On distingue un vieil étang, qui est aussi une réserve naturelle, sur la commune de Sauville et un nouvel étang artificiel, au bord duquel on trouve un camping et une base de loisirs nautiques, sur la commune du Chesne. Les deux étangs sont séparés par une digue.
Le lac artificiel, dont les travaux ont été entrepris en 1842 et terminés en 1846, est une retenue d'eau qui sert à alimenter le canal des Ardennes. Il recouvre la vallée de l'ancienne section Bairon de l'ancienne commune de Bairon-Mont-Dieu dont le territoire a été partagé entre les communes de Sauville, Le Chesne et Louvergny en 1829. La ferme-chapelle de Saint-Brice, sur une hauteur, est tout ce qui reste de l'ancien village.

## La ZNIEFF des Étangs de Bairon
La zone naturelle d'intérêt écologique, faunistique et floristique (ZNIEFF) s'étend sur quelque 219 hectares et comprend le double étang avec un niveau d'eau variable, très bas en fin d'été et en automne, selon les besoins du canal. Cela a favorisé une végétation originale avec des gazons temporaires à chanvre d'eau. De plus il existe en amont des étangs une vaste roselière.

### La faune
La faune de la ZNIEFF est riche et variée. Beaucoup d'amphibiens, d'oiseaux et de mammifères fréquentent les lieux. On y dénombre également de multiples insectes rares.
La faune amphibienne est diversifiée. Citons surtout le triton crêté, inscrit à l'annexe II de la Convention de Berne, ainsi que la grenouille agile, le crapaud commun et la grenouille rousse. Au total 8 espèces d'amphibiens ont été répertoriés dont 6 espèces protégées et une menacée.
L'avifaune est particulièrement bien fournie. On y dénombre pas moins de 151 espèces d'oiseaux, dont 104 protégées et 11 en danger (liste rouge des oiseaux de Champagne-Ardenne). Un observatoire pour oiseaux a été aménagé. Les activités touristiques et nautiques se déroulant essentiellement sur l'étang aval, ne gênent pas trop ce petit monde concentré avant tout au niveau de l'étang amont et de la zone inondable (roselière) située en queue de ce dernier. La roselière et les fourrés humides cachent la nidification de nombreuses espèces, parmi lesquelles le blongios nain, nicheur menacé de disparition, inscrit à l'annexe I de la directive Oiseaux et à l'annexe II de la convention de Berne, le phragmite des joncs, la rousserolle turdoïde, la bouscarle de Cetti, le cincle plongeur, le râle d'eau.
Les rapaces fréquentent le site soit pour leur alimentation, soit pour leur reproduction. Parmi les premiers, il faut citer la buse variable, l'épervier d'Europe,
l'autour des palombes ou épervier autour, le faucon émerillon, le faucon crécerelle, la bondrée apivore, la chouette chevêche, la chouette hulotte. Dans le second groupe, lié aux étangs pour leur reproduction, citons le faucon hobereau (nicheur très rare), le busard des roseaux (rare également), le milan noir, le milan royal, le busard cendré et le busard des roseaux, tous inscrits sur la liste rouge de la région Champagne-Ardenne.
Les espèces de canard sont très variées. En automne arrivent de très nombreux canards migrateurs dont une partie va rester hiverner. Citons le canard colvert, le fuligule milouin, le fuligule morillon, le garrot à œil d’or (rare), la macreuse brune (très rare) et le harle bièvre (très rare lui aussi).
Au printemps on assiste à l'arrivée d'autres espèces : le canard pilet, le canard souchet, le canard chipeau et le canard siffleur. De nombreux grèbes huppés et foulques macroules se reproduisent dans la zone des étangs.
Quant aux mammifères, ils sont également nombreux à fréquenter le site. 41 espèces ont été inventoriées dont 14 espèces protégées et 8 espèces en danger. Citons la martre, le putois, le chat sauvage, le blaireau. On y remarque de nombreuses chauves-souris : le grand murin, le petit rhinolophe, le grand rhinolophe, le vespertilion de Natterer, la noctule et l'oreillard commun, inscrits sur les listes rouges européenne et française.
Parmi les insectes, pas moins de 40 espèces de libellules ont été comptabilisées, dont 12 sont inscrites sur la liste rouge de la région Champagne-Ardenne : l'æschne isocèle, la grande æschne, l'æschne printanière, l'agrion gracieux, l'agrion mignon, le gomphe vulgaire, la libellule fauve, l'orthetrum brun, le sympetrum jaune d'or, la cordulie métallique, la cordulie à taches jaunes et la cordulie à deux taches. Un papillon rare et protégé fréquente le site, le cuivré des marais, inscrit à l'annexe II de la convention de Berne, et sur le livre rouge français de la faune menacée.

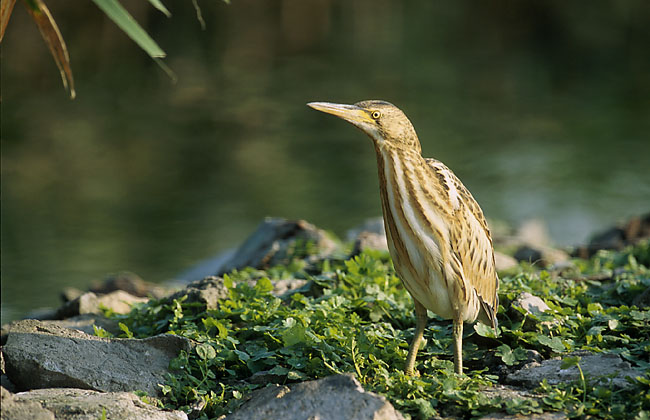
Le blongios nain.
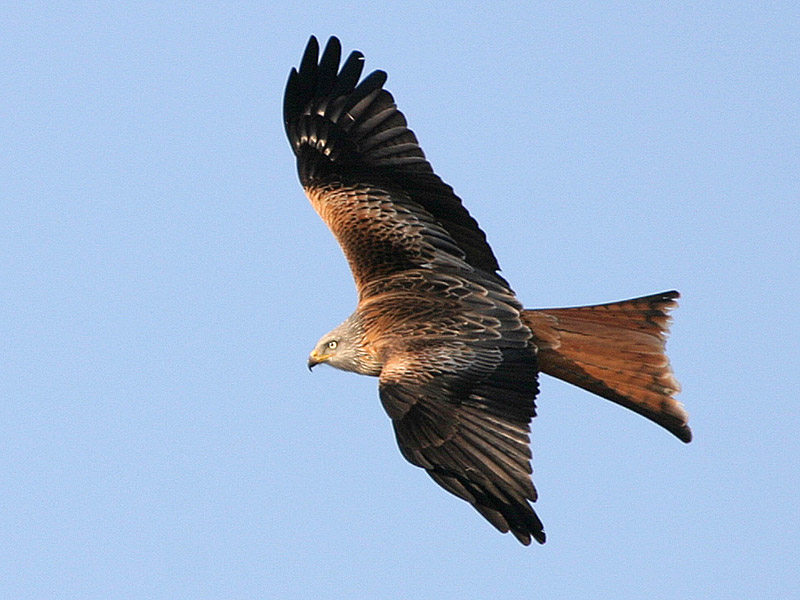
Le milan royal (milvus milvus) en plein vol. Ce superbe oiseau nidifie notamment dans les arbres de la ZNIEFF des étangs de Bairon.
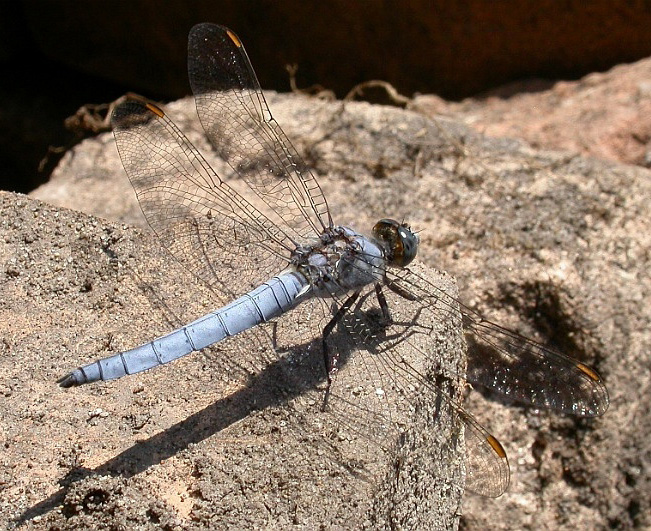
L'Orthetrum brun est un excellent indicateur de la qualité de l'eau.

### La flore
On rencontre dans la ZNIEFF une série d'espèces végétales rares. La germandrée des marais bénéficie d'une protection régionale, car cette espèce subméditerranéenne est en régression en Champagne-Ardenne. Parmi les autres espèces protégées, on peut citer le fluteau à feuilles de graminée, la pulicaire annuelle (quasi disparue dans la région), l'élatine fausse-alsine (rarissime), l'utriculaire vulgaire, la berle à larges feuilles, le potamot des Alpes, l'aristoloche, le faux-riz, la limoselle, le faux nénuphar, la renoncule aquatique et l'orme lisse.